# Phalanger gymnotis
Кускус ґрунтовий (Phalanger gymnotis) — вид ссавців родини кускусових з когорти сумчасті (Marsupialia). Вид широко розповсюджений на острові Нова Гвінея (Папуа Нова Гвінея та Індонезія) на островах Ару, Япен, Місул, Салаваті (Індонезія). Живе у первинних і вторинних вологих тропічних лісах, а також в культивованих садах, на висотах від 0 до 2700 м над рівнем моря. Цей вид кускусів незвичний тим, що проводить більшу частину свого часу на ґрунті й навіть має земляні нори. Вид всеїдний. Самиці народжують одне маля.

## Загрози та збереження
Основними загрозами є хижацтво з боку диких собак і мисливство людей задля м'яса. Цей вид перебуває під найбільшим тиском полювання серед кускусів, у окремих районах через це був повністю викорінений. Проживає в багатьох природоохоронних зонах.